# Evan den allsmäktige
Evan den allsmäktige är en amerikansk komedifilm från 2007 i regi av Tom Shadyac.

## Handling
Evan (Steve Carell) får i uppdrag av Gud (Morgan Freeman) att bygga en ark.

## Rollista (urval)
- Steve Carell - Evan Baxter
- Morgan Freeman - Gud
- Lauren Graham - Joan Baxter
- Johnny Simmons - Dylan Baxter
- Graham Phillips - Jordan Baxter
- Jimmy Bennett - Ryan Baxter
- John Goodman - kongressman Long
- Wanda Sykes - Rita Daniels
- John Michael Higgins - Marty
- Jonah Hill - Eugene
- Molly Shannon - Eve Adams
- Harve Presnell - kongressman Burrows
- Catherine Bell - Susan Ortega, nyhetsankare
- Ed Helms - reporter
- Simon Helberg - personal

## Svenska röster (i urval)
- Niclas Wahlgren - Evan Baxter
- Claes Ljungmark - Gud
- Mia Hansson - Joan Baxter
- Oliver Åberg - Dylan Baxter
- Felix Dryselius - Jordan Baxter
- Jan Åström - kongressman Long
- Nanne Grönvall - Rita Daniels